# آدولف فون هارناک
آدولف فون هارناک (انگلیسی: Adolf von Harnack; ۷ مه [سبک قدیمی: ۲۵ آوریل] ۱۸۵۱ – ۱۰ ژوئن ۱۹۳۰) الهی‌دان و استاد دانشگاه لوتریانیسم اهل آلمانی‌های بالتیک بود.